# Trichoclinocera dolicheretma
Trichoclinocera dolicheretma är en tvåvingeart som först beskrevs av Axel Leonard Melander 1902.  Trichoclinocera dolicheretma ingår i släktet Trichoclinocera och familjen dansflugor.
Artens utbredningsområde är Idaho. Inga underarter finns listade i Catalogue of Life.